# Milton Bradley Microvision

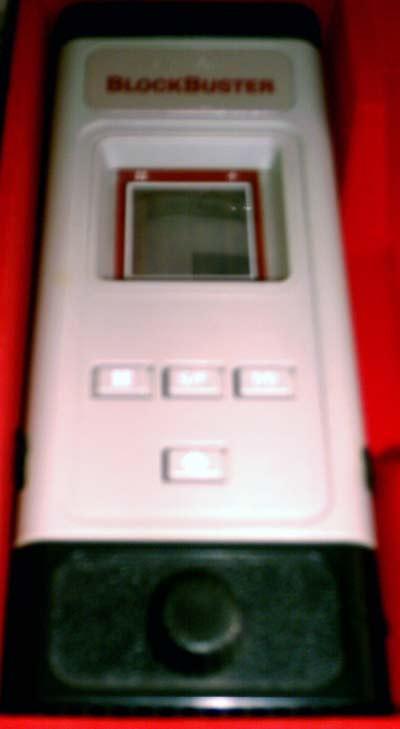
Microvision.

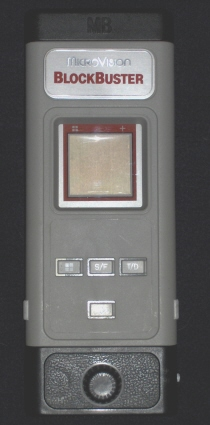
Microvision.

La Milton Bradley Microvision o simplemente Microvision fue una consola portátil de videojuegos que usaba cartuchos intercambiables. Fue lanzada el 24 de noviembre de 1979 por la juguetera norteamericana MB. Dejó de fabricarse en 1982. Tiene el honor de ser la primera consola portátil predecesora de la popular Nintendo Game Boy.
La Microvision fue diseñada por Jay Smith, el ingeniero que más tarde diseñó la consola de juegos Vectrex. La combinación de portabilidad y un sistema basado en cartuchos llevó a la Microvision a tener un éxito moderado, y a Smith Smith Engineering a recaudar cerca de 8 millones de dólares en el primer año del lanzamiento del sistema. La portátil incluso apareció en la película Viernes 13 parte 2. 
Sin embargo, muy pocos cartuchos, una pequeña pantalla y la falta de apoyo de las empresas de videojuegos llevó a su desaparición.

## Producción
Los primeros cartuchos de Microvision se hicieron con los procesadores Intel 8021 y Texas Instruments TMS1100. Debido a cuestiones de compra, Milton Bradley pasó a usar exclusivamente procesadores TMS1100. El TMS1100 era un dispositivo más primitivo, pero que ofrecía más memoria y menor consumo de energía que el 8021. 
En la primera edición, la Microvision necesitaba dos pilas debido al mayor consumo de energía del 8021. En siguientes revisiones, las unidades (diseñadas con la TMS1100) solo requerían una batería activa principal. Aunque el compartimento de las pilas fue diseñado para permitir que dos pilas de 9 voltios se insertaran con la polaridad de los terminales positivo y negativo, cuando una pila era orientada incorrectamente mientras que la otra pilaa estaba debidamente orientada, las dos pilas se podían cortocircuitar y se sobrecalentaban. La solución fue eliminar una de las terminales de las pilas para evitar este peligro. Debido al alto coste del cambio en la producción de moldes, Milton Bradley no eliminó el segundo compartimento de la batería. En lugar de retirar el compartimento de sus terminales, le quitó los conectores a uno de los espacios y lo promocionó como compartimento para UNA PILA de repuesto.

## Problemas
Las unidades y los cartuchos de Microvision son ahora productos raros. Los que todavía existen son susceptibles principalmente a tres problemas: el screen rot (corrosión de la pantalla), EDS (descargas electrostáticas) y la destrucción del teclado.

### Screen rot (corrosión de la pantalla)
El proceso de fabricación utilizado para crear la pantalla LCD de la Microvision era primitivo en comparación de los estándares actuales. El deficiente sellado y las impurezas introducidas durante la fabricación de la pantalla dio como resultado a lo que conocemos como screen rot o corrosión de la pantalla. El cristal líquido espontáneamente se fuga y se oscurece permanentemente la pantalla, resultando en una unidad de juego que todavía funciona pero no está en condiciones de mostrar la pantalla. 
Si bien el calor extremo (como resultado de dejar la unidad en el sol) puede dañar al instante la pantalla, no hay nada que se pueda hacer para prevenir la corrosión de la pantalla en la mayoría de las Microvision, motivo por el cual apenas se encuentran consolas en funcionamiento en la actualidad.

### Daños por EDS (descargas electrostáticas)
Un importante problema de diseño consiste en el hecho de que el microprocesador (que está dentro de la parte superior de cada cartucho) carece de protección contra las descargas electrostáticas y está directamente conectado a los pines de cobre que normalmente conectan el cartucho a la unidad de Microvision. Si el usuario abre la puerta corredera de protección que cubre los pines, el procesador puede estar expuesto a cualquier carga eléctrica que el usuario pueda haber causado. Si el usuario ha causado una importante carga, la descarga puede saltar alrededor de la puerta del borde o pasar a través de la propia puerta (ruptura dieléctrica). 
El circuito integrado de bajo voltaje del interior del cartucho es extremadamente sensible a la ESD, y puede ser destruido por un acto de solo algunas decenas de voltios, que ni siquiera puede ser sentido por la persona, pero que daña seriamente a la unidad de juego. Este fenómeno se ha descrito en detalle por John Elder Robinson (exingeniero de Milton Bradley) en su libro Look Me in the Eye (Mírame a los ojos).

### Destrucción del teclado
En lugar de tener botones en un mando separado, la unidad de Microvision tenía un teclado de doce botones, con los interruptores cubiertos bajo una gruesa capa de plástico flexible. Para alinear los dedos del usuario con los botones ocultos, los cartuchos estaban recortados en su parte inferior (sobre el teclado). 
Como diferentes juegos requieren diferentes funciones de los botones, los cortes se cubrieron con una fina pieza de plástico impresa, que identificaba las funciones de los botones en ese juego. El problema con este diseño es que pulsar sobre los botones estiraba el plástico impreso, quedando el fino material estirado y en ocasiones roto.

## Especificaciones técnicas
- CPU: Intel 8021/TI TMS1100 (en cartucho)
- Tipo y resolución de pantalla: 16 x 16 píxeles de LCD
- Registro de anchura: 4 bits (TMS1100), de 8 bits (8021)
- Velocidad del procesador: 100 kHz
- RAM: 32 nybbles (16 octetos de 8 bits, integrado en la CPU)
- ROM: 2K
- Cartucho ROM: 2K enmascarados (integrado en la CPU, cada CPU de cada juego es diferente)
- Procesador de vídeo de pantalla: personalizado (hecho por Hughes)
- Sonido: zumbador piezoeléctrico
- Entrada: teclado de 12 botones, una paleta
- Requisitos de alimentación: Una batería de 9 voltios (TMS1100 procesadores), dos pilas de 9 voltios (procesadores Intel 8021)

## Juegos
- Block Buster (1979)
- Bowling (1979)
- Connect Four (1979)
- Mindbuster (1979)
- Pinball (1979)
- Star Trek Phaser Strike (1979)
- Vegas Slots (1979)
- Baseball (1980)
- Sea Duel (1980)
- Alien Raiders (1981)
- Cosmic Hunter (1981)
- Barrage (1982)
- Super Blockbuster (1982)

- Datos: Q1475303
- Multimedia: Microvision / Q1475303